# Hypotrix diplogramma
Hypotrix ferricola là một loài bướm đêm thuộc họ Noctuidae. Loài này có ở miền đông Arizona và tây nam New Mexico southward at least to Mexico City.
Sải cánh dài 28–32 mm.
Most records are from ponderosa pine forests.
Con trưởng thành bay từ tháng 3 đến cuối tháng 10, probably representing multiple generations.

## Hình ảnh

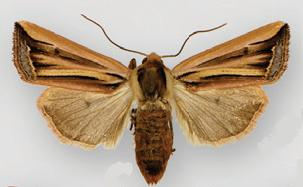
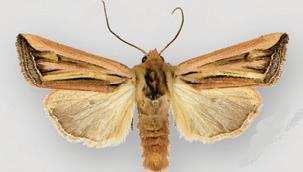